# Platycotis acutangula
Platycotis acutangula är en insektsart som beskrevs av Carl Stål. Platycotis acutangula ingår i släktet Platycotis och familjen hornstritar. Inga underarter finns listade i Catalogue of Life.